# Erica radicans
Erica radicans är en ljungväxtart. Erica radicans ingår i släktet klockljungssläktet, och familjen ljungväxter.

## Underarter
Arten delas in i följande underarter:
- E. r. radicans
- E. r. schlechteri